# Маленькие трагедии (фильм, 1971)
«Маленькие трагедии» — телевизионная версия спектакля Ленинградского театра драмы имени А. С. Пушкина, постановленного в 1962 году Леонидом Вивьеном.

## История создания
В спектакле, поставленном Леонидом Вивьеном ещё в 1962 году, были заняты такие корифеи, как Николай Черкасов (Барон), Николай Симонов (Сальери), Владимир Честноков (Моцарт). В 1966 году он был снят на киноплёнку в чёрно-белом варианте. В 1971 году была задумана новая телевизионная версия спектакля; к этому времени уже не было в живых ни Черкасова — в роли Барона его заменил Бруно Фрейндлих, — ни Честнокова. Режиссёр Леонид Пчёлкин вспоминал: «Спектакль шёл уже давно, изрядно разболтался… „Моцарта и Сальери“ если и стоило снимать, то только из-за того, что Сальери играл замечательный актёр Николай Константинович Симонов. И тогда меня осенила сумасшедшая мысль: пригласить на съёмки на роль Моцарта И. М. Смоктуновского». В практике телевидения не было принято приглашать в телевизионную версию спектакля актёра, не занятого в театральной постановке, тем более — актёра, вообще не служащего в этом театре.
К удивлению самого режиссёра, руководство Ленинградского театра драмы им. А. С. Пушкина на его эксперимент согласилось, и в этой части телевизионной версии спектакля столкнулись представители совершенно разных актёрских школ. «Можно спорить, — писал Л. Пчёлкин, — насколько близки были замыслу великого Пушкина образы, созданные Смоктуновским и Симоновым. Но в результате было видно столкновение двух ярких личностей с разными взглядами на жизнь и творчество».

## Сюжет
В телевизионную версию, как и в спектакль, вошли три «маленькие трагедии» А. С. Пушкина: «Скупой рыцарь», «Моцарт и Сальери» и «Каменный гость».

## В ролях
- Николай Симонов — Сальери
- Иннокентий Смоктуновский — Моцарт
- Бруно Фрейндлих — Барон
- Николай Мартон — Альбер
- Юрий Родионов — Герцог
- Юрий Свирин — Соломон
- Василий Минин — Иван
- Елена Вановская — Дона Анна
- Семен Сытник — Дон Гуан
- Александр Борисов — Лепорелло
- Людмила Вагнер — Лаура
- Борис Тетерин — Дон Карлос
- Алексей Селезнёв — Монах

## Съёмочная группа
- Режиссёр-постановщик спектакля: Леонид Вивьен
- Режиссёры телевизионной версии:
  - Антонин Даусон
  - Леонид Пчёлкин
- Оператор-постановщик: Юрий Схиртладзе
- Художник: И. Лемешев
- В фильме используется музыка из произведений В. А. Моцарта и Дмитрия Шостаковича